# Дефилиппис, Нино
Нино Дефилиппис (итал. Nino Defilippis; 21 марта 1932, Турин — 13 июля 2010, Турин) — итальянский шоссейный велогонщик, выступавший на профессиональном уровне в период 1952—1964 годов. Победитель отдельных этапов «Джиро д’Италия», «Тур де Франс» и «Вуэльта Испании», двукратный чемпион Италии в групповой гонке, победитель «Джиро ди Ломбардия» и многих других крупных гонок на шоссе своего времени.

## Биография
Нино Дефилиппис родился 21 марта 1932 года в Турине, Италия. В 1951 году стал бронзовым призёром трекового чемпионата Италии среди любителей в индивидуальной гонке преследования. Выступал за любительские команды Ausonia и Sassi.
Дебютировал в шоссейном велоспорте на профессиональном уровне в 1952 году, присоединившись к команде Legnano-Pirelli. В этом сезоне впервые проехал супервеломногодневку «Джиро д’Италия», занял 21 место в генеральной классификации, при этом выиграл семнадцатый этап (Сан-Ремо—Кунео) и ненадолго завладел розовой майкой лидера. Также отметился победами на «Гран-при д’Отомн» и «Трофео Баракки» (вместе с Джанкарло Аструа), финишировал вторым на «Джиро ди Кампания» и «Джиро ди Ломбардия», четвёртым на «Джиро дель Аппеннино».
В 1953 году одержал победу на «Тре Валли Варезине», был вторым на шоссейном чемпионате Италии, уступив в групповой гонке только Фьоренцо Маньи, третьим на «Трофео Баракки» (вместе с Джанкарло Аструа), пятым на чемпионате мира в Лугано и на «Милан — Сан-Ремо», шестым на «Льеж — Бастонь — Льеж» и на «Туре Швейцарии».
Начиная с 1954 года представлял команду Torpado. С ней выиграл «Джиро дель Пьемонте» и «Джиро дель Эмилия», победил на третьем этапе «Джиро д’Италия» (Реджо-ди-Калабрия—Катандзаро).
В 1955 году выиграл третий и шестой этапы «Джиро д’Италия», вновь был лучшим на «Джиро дель Эмилия», стал серебряным призёром многодневной гонки «Рим — Неаполь — Рим», тринадцатым на чемпионате мира во Фраскати.
Сезон 1956 года провёл в команде Bianchi. В этом сезоне впервые принял участие в «Тур де Франс», выиграв три отдельных этапа и расположившись в общем зачёте на пятой позиции, и впервые стартовал на «Вуэльте Испании», где выиграл пятнадцатый этап (Сан-Себастьян—Бильбао) и победил в горной классификации. Помимо этого, показал второй результат на «Джиро дель Лацио». На чемпионате мира в Копенгагене не финишировал.
В 1957 году в составе Bianchi-Pirelli выиграл два этапа «Тур де Франс», став седьмым в генерале, тогда как на «Джиро д’Италия» в течение четырёх дней удерживал розовую майку лидера. Среди прочих важных результатов в этом сезоне — шестое место на «Флеш Валонь», седьмое место на «Милан — Сан-Ремо», девятое место на «Вызове Дегранж-Коломбо», двадцать четвёртое место на чемпионате мира в Варегеме.
Сезон 1958 года, когда Дефилиппис оказался в команде Carpano, оказался одним из самых плодотворных в его спортивной карьере. Последовали победы на «Гран-при д’Антиб», «Генуя – Ницца», «Джиро дель Пьемонте», «Джиро дель Лацио», «Джиро ди Ломбардия», на двух этапах «Джиро д’Италия», на отдельных этапах «Джиро ди Сардиния», «Париж — Ницца», «Тура Швейцарии», «Тур д’Уэст». Кроме того, Дефилиппис стал вторым на чемпионате Италии, пропустив вперёд только Эрколе Бальдини, седьмым на «Туре Фландрии», закрыл десятку сильнейших на «Милан — Сан-Ремо» и «Вызове Дегранж-Коломбо», стал четырнадцатым на чемпионате мира в Реймсе.
В 1959 году добавил в послужной список победы на этапах «Джиро д’Италия» и «Джиро ди Сардиния», был вторым на «Гран-при де Монако», двадцать третьим на чемпионате мира в Зандворте.
В 1960 году одержал победу на чемпионате Италии (в рамках «Тре Валли Варезине») и «Джиро ди Тоскана», выиграл два этапа «Тур де Франс», стал призёром на нескольких других гонках, как то «Джиро дель Аппеннино» и «Джиро дель Лацио», занял двадцатое место на чемпионате мира в Карл-Маркс-Штадте.
В 1961 году отметился победой на шестом этапе «Джиро д’Италия» (Палермо—Милаццо), победил на «Джиро дель Венето» и «Гран-при де Канн», был близок к победе на «Туре Фландрии» — финишировал вторым позади британца Тома Симпсона, не увидев унесённого ветром финишного баннера. Также завоевал серебряную медаль на чемпионате мира в Берне, уступив в зачёте профессионалов бельгийцу Рику ван Лою, стал пятым на «Супер Престиж Перно», седьмым на «Джиро ди Ломбардия», девятым на «Париж — Тур».
В 1962 году снова победил на чемпионате Италии в групповой гонке, выиграл третий этап «Вуэльты» (Тортоса—Валенсия), занял третье место в генеральной классификации «Джиро». Среди других достижений в этом сезоне — победы в гонках «Мюнхен — Цюрих» и «Джиро дель Лацио», второе место на «Коппа Бернокки». На чемпионате мира в Сало не финишировал.
В 1963 году выиграл седьмой этап «Джиро д’Италия» (Ареццо—Риоло-Терме), но затем сошёл с дистанции.
Последний раз показывал сколько-нибудь значимые результаты в шоссейном велоспорте в сезоне 1964 года, когда в составе команды I.B.A.C. в тринадцатый раз подряд принял участие в «Джиро д’Италия», одержал победу на пятнадцатом этапе (Рим—Монтепульчано) и занял 35 место в генеральной классификации. По окончании сезона принял решение завершить карьеру профессионального велогонщика.
Впоследствии проявил себя на тренерском поприще, возглавлял итальянскую национальную сборную на чемпионатах мира 1973 и 1974 годов. Оставив велоспорт, занимался предпринимательской деятельностью в автомобильной сфере, работал на фабрике по производству макаронных изделий.
Умер от рака 13 июля 2010 года в Турине в возрасте 78 лет.